# والتر بروك
والتر بروك (بالإنجليزية: Walter Brooke)‏ مواليد 23 أكتوبر 1914 في نيويورك، الولايات المتحدة - الوفاة 20 أغسطس 1986 في لوس أنجلوس، هو ممثل أمريكي بدأ مسيرته الفنية سنة 1941. امتدت مسيرته الفنية لأكثر من 45 عاما.

## الأعمال
- يانكي دودل داندي
- الخريج
- تورا! تورا! تورا!
- اضحك مع ديك وجين
- الأحد الأسود

## روابط خارجية
- والتر بروك على موقع IMDb (الإنجليزية)
- والتر بروك على موقع ألو سيني (الفرنسية)
- والتر بروك على موقع أول موفي (الإنجليزية)
- والتر بروك على موقع قاعدة بيانات برودواي على الإنترنت (الإنجليزية)
- والتر بروك على موقع قاعدة بيانات الأفلام السويدية (السويدية)
- والتر بروك على موقع قاعدة بيانات الفيلم (الإنجليزية)
- والتر بروك على موقع كينوبويسك (الروسية)